# Ivanovellidae
Ivanovellidae es una familia de foraminíferos bentónicos de la Superfamilia Parathuramminoidea, del Suborden Fusulinina y del Orden Fusulinida. Su rango cronoestratigráfico abarca desde el Ludloviense (Silúrico superior) hasta el Misisípico (Carbonífero inferior).

## Discusión
Clasificaciones más recientes incluirían Ivanovellidae en el Suborden Parathuramminina, del Orden Parathuramminida, de la Subclase Afusulinina y de la Clase Fusulinata.

## Clasificación
Ivanovellidae incluye a los siguientes géneros:
- Elenella †
- Ivanovella †

Otros géneros considerados en Ivanovellidae son:
- Lechangsphaera †, aceptado como Elenella
- Tamarina †, aceptado como Elenella